# Boloria natazhati
Espèce
Boloria natazhati est une espèce de lépidoptères de la famille des Nymphalidae et de la sous-famille des Heliconiinae.

## Dénomination
L'espèce Boloria natazhati a été décrite en 1920 par Arthur Gibson (d).
Synonymes :
- Brenthis natazhati Gibson, 1920 — protonyme
- Clossiana natazhati (Gibson, 1920)
- Boloria freija nabokovi Stallings & Turner, 1947[1]

### Noms vernaculaires
Boloria natazhati se nomme en anglais Pleistocene Fritillary ou Cryptic Fritillary.

## Description
Il présente un dessus orange orné de dessins de couleur marron.
Le revers est teinté de vert des antérieures possède une ornementation semblable alors que les postérieures présentent une ornementation de taches blanches formant une bande et un feston marginal.

## Biologie

### Période de vol et hivernation
Il vole en une génération entre mi-juin et juillet.

### Plantes hôtes
Sa plante hôte serait Dryas integrifolia.

## Écologie et répartition
Boloria natazhati est présent dans l'extrême Nord-Ouest de Amérique du Nord.

### Biotope
C'est un papillon des zones d'éboulis en altitude.

### Protection
Pas de statut de protection particulier.